# Stjärnbjälke
För den adlade men inte introducerade adelsätten Stiernbielke, se Stiernbielke.
Stjärnbjälke eller stjärnbalk är en nutida konventionell benämning på en svensk medeltida frälsesläkt och stormannaätt med starka försänkningar i Östergötland, som i sitt vapen förde en bjälke eller en balk belagd med tre stjärnor. Ättens namn har tillkommit efter dess utslocknande och den har sannolikt ingen koppling till den långt senare adlade men ej introducerade adelsätten Stiernbielke.
Vapen: på rött fält en balk belagd med tre sexuddiga stjärnor i silver. 

## Historia
1. Jon
  1. Biskopen Anund Jonsson som kallades Biskop Anund, var biskop i Strängnäs stift 1275–1291 och stod på Magnus Ladulås sida i kriget mot brodern Valdemar.
  2. Hans bror Dan Jonsson (Stjärnbjälke), förde i vapnet tre stjärnor på en snedbjälke och var riddare och rådsherre, [2] med sätesgård i Svälinge. [3] Nämnd 1295 (sigillant, med mycket tydligt vapensigill), [4]1297 när han frånsäger sig rätten till två gårdar hans bror har testamenterat till kyrkan i Strängnäs, [5]
    1. Karl Dansson (Stjärnbjälke) och Ingeborg Magnusdotter (dotter till Magnus Gregersson som var sonson till Birger jarl), gifte sig 1324 i Stockholm.
      1. Deras dotter Ingegärd Karlsdotter gifte sig 1354 med Ragvald Nilsson (Fargalt), vilka fick en dotter och två söner.
      2. Trolig son: 1361 nämns ett brev i vilket Gregers Karlsson (Stiernbielke) pantsätter gods till Ragvald Nilsson.[6]

    2. Johan Dansson, kanik i Strängnäs, omnämnd som bror till Karl Dansson. [7]

1385 uppbar Mats Gustavsson (sparre)  mansbot av Inge Ingesson (3 stjärnor stolpvis) och Laurens Ingesson (snedbjälke belagd med tre stjärnor) för att de slagit ihjäl Bård Håkansson (Oxenstierna).
1417, den 9 maj pantförskriver Inge Ingesson till Bengt Dansson gårdar i Ryssby och Böle i Ryssby socken, Norra Möre härad.
1599 nämns en Måns Olofsson (Stjärnbjälke) till Ekäng, hovjunkare och krigshövitsman , som ägare till Rösjöholm. Måns blev skjuten vid belägringen av Kalmar slott 1599-04-30. Krigshövitsmannen Måns Olofsson (Stiernbielke) var gift med Anna Larsdotter Bröms. 
1. Dottern, Margareta Månsdotter (Stjärnbjälke) var gift med Göran Armsköld.[12]

## Oklarheter
Jan Eric Almquist nämner en släkt Stjärnbjälke med ursprung från Ydre härad vars stamfader Gustaf Olofsson, nämnd i rusttjänstlängderna 1526 och 1530, bodde på Holma i Lemnhults socken, Östra härad, Jönköpings län.  Hans sonsons son Knut Gustafsson levde 1621.